# Évires
Évires is een plaats en voormalige  gemeente in het Franse departement Haute-Savoie in de regio Auvergne-Rhône-Alpes en telt 1259 inwoners (2004). De plaats maakt deel uit van het arrondissement Annecy.

## Geschiedenis
Évires maakte deel uit van het kanton Thorens-Glières totdat dit op 22 maart 2015 werd opgeheven en de gemeenten werden opgenomen in het kanton Annecy-le-Vieux. Op 1 januari 2017 fuseerde de gemeente met Aviernoz, Les Ollières, Saint-Martin-Bellevue en Thorens-Glières tot de commune nouvelle Fillière.

## Geografie
De oppervlakte van Évires bedraagt 19,6 km², de bevolkingsdichtheid is 64,2 inwoners per km².
De onderstaande kaart toont de ligging van Évires met de belangrijkste infrastructuur en aangrenzende gemeenten.

## Demografie
Onderstaande figuur toont het verloop van het inwonertal (bron: INSEE-tellingen).